# Kamienica przy ulicy Kościuszki 10-12 w Katowicach
Kamienica przy ulicy T. Kościuszki 10-12 w Katowicach – kamienica znajdująca się w Śródmieściu Katowic, przy ulicy Tadeusza Kościuszki 10 i 12 (dawniej Beatestraße).
Pozwolenie na budowę wydano w 1896 roku. Właścicielami budynku byli m.in. Robert Zimmermann i Edward Münzer. W latach trzydziestych XX wieku na parterze swoją siedzibę miały m.in.: sklep Masłosojuz Spółdzielni Mleczarskiej w Stryju, sklep komisowy fabryki sukna E. Klein z Bielska (w podwórzu), sprzedaż przyborów krawieckich, bazar meblowy, sklep cukierniczy Cukropol i dom tekstylny Fryderyka Zellera.
Budynek zbudowany jest w stylu historyzmu, posiada pięć kondygnacji nadziemnych (w tym użytkowe poddasze) oraz podpiwniczenie. Kamienica posiada dwa wejścia (Kościuszki 10 i Kościuszki 12). Frontowa elewacja jest dwunastoosiowa, symetryczna. Elewacja jest wykonana z cegły, parter jest tynkowany. Na parterze znajdują się witryny sklepowe. Prostokątne okna ujęte są w opaski i są zwieńczone zróżnicowanymi naczółkami. Dodatkowo w początkowej fazie istnienia budynku na dachu znajdowały się trzy ścianki attykowe.